# Ernst Josef Lauscher
Ernst Josef Lauscher (auch: Ernst J. Lauscher; * 18. Januar 1947 in Wien) ist ein österreichischer Filmemacher und Schriftsteller.

## Leben
Ernst Josef Lauscher war nach dem Abbruch einer Ausbildung zum Chemigrafen als Berufsmusiker im Bereich Popmusik und Jazz aktiv. Daneben übte er verschiedene Tätigkeiten aus, u. a. in der Verpackungsdruck-Branche, und beschäftigte sich mit Malerei und Grafik. Von 1969 bis 1975 studierte er an Filmhochschulen in Prag und Wien; er schloss dieses Studium mit dem Regie-Diplom der Hochschule für Musik und Darstellende Kunst in Wien ab. 1981 drehte er mit Christoph Waltz in der Hauptrolle Kopfstand. Ab den Achtzigerjahren wirkte Lauscher als Regisseur, Drehbuchautor und Schauspieler an Kino- und Fernsehfilmen mit, darunter zwei Folgen der Fernsehserien Tatort, Ein Fall für zwei und Balko. Außerdem veröffentlichte er vier Romane. Er lebt heute in Berlin.
Ernst Josef Lauscher erhielt u. a. 1981 den Großen Preis der Jury beim Festival des Jungen Films in Hyères für "Kopfstand", 1993 den Carl-Mayer-Drehbuchpreis sowie 1994 ein Arbeitsstipendium des Kulturamts der Stadt Wien.

## Regiearbeiten
- 1976: Drei Tage einer Nacht (Diplomfilm)
- 1981: Kopfstand (Kinofilm)
- 1983: Zeitgenossen (Kinofilm, Co-Autor mit Peter Berecz)
- 1985: Das tätowierte Herz (Kinofilm, Co-Autor mit Peter Berecz)
- 1986: Tatort – Tatort: Strindbergs Früchte (Fernsehreihe)
- 1986: Tatort: Der Tod des Tänzers (Fernsehreihe)
- 1986: Motivsuche (Fernsehspielfilm)
- 1995–96: Die Unzertrennlichen (Fernsehserie, 4 Folgen)
- 1996: Balko (Fernsehserie, 4 Folgen)
- 1996–97: Der Alte (Fernsehserie, 2 Folgen)
- 1998: Ich liebe eine Hure (Fernsehfilm)
- 2000: Tanners letzte Chance (Fernsehfilm)
- 2001: Stahlnetz – Interne Ermittlungen (Fernsehreihe)
- 2003: Tränen im Paradies (Fernsehfilm)

## Literarische Werke
- Tintenseifensuppe, Wien 1985
- Hackers Braut, Frankfurt am Main 1992
- Ein Herr aus dem Jenseits, Frankfurt am Main 1993
- Eiserne Reserve, Wien 1995
- "Operation Liquid", Roman, 2021, Kindle